# Radětice (okres Příbram)

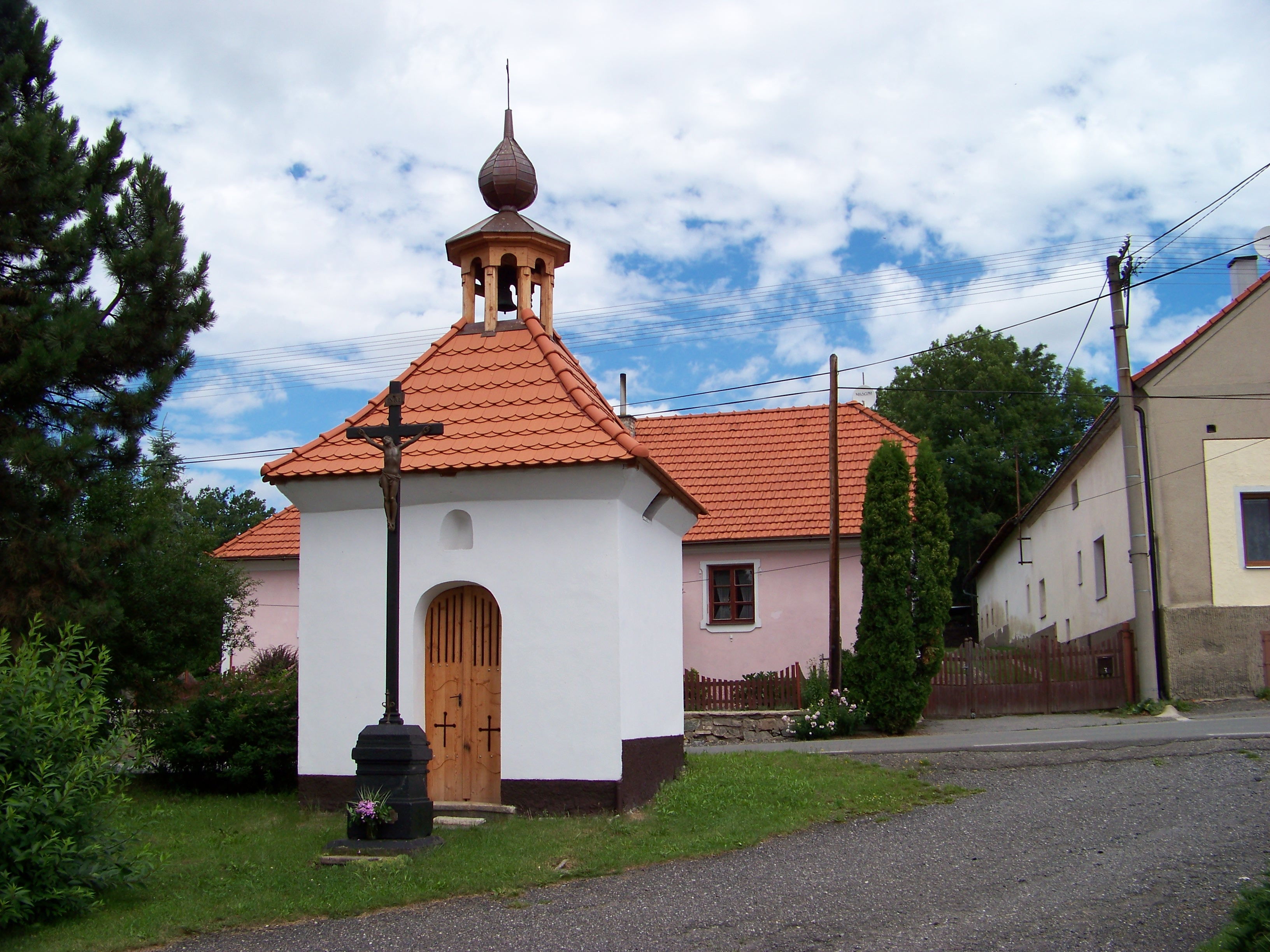
Kaplička v Raděticích

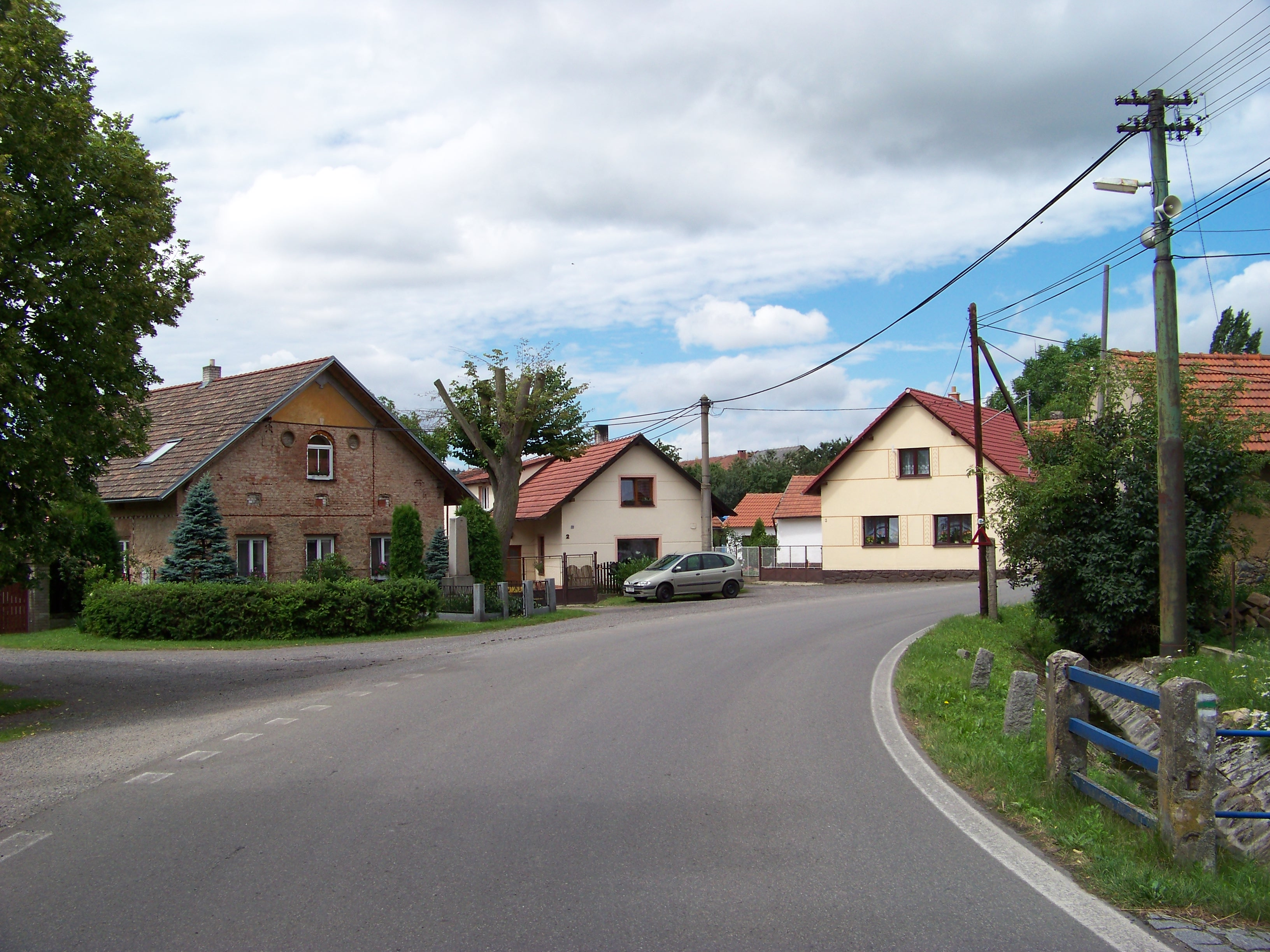
Domy č. p. 1, 2 a 3 u pomníku válečným obětem

Radětice (německy Radietitz) jsou obec v okrese Příbram ve Středočeském kraji, asi 7 km jihovýchodně od Příbrami. Žije zde 185 obyvatel.

## Popis území
Historické jádro má v západní části kolem pomníku válečným obětem. Současné jádro s obecní budovou, prodejnou a požární nádrží se nachází zhruba ve středu vsi. Ve východní části vsi je dalším výrazným prostranstvím oblast křižovatky se silnicí III/11813 do Drsníku, ve středu křižovatky stojí ozdobná studna. Na západním okraji vsi stojí kravín a nedaleko jihovýchodně od východního okraje vsi je v prostoru bývalé rudné šachty areál průmyslového výrobního podniku. U východního okraje vsi se nachází vyvýšenina s názvem Babylón (547 m n. m.), nedaleko jihovýchodně od vsi vyvýšenina Sylina (548 m n. m.). Severovýchodně od vsi je další kopec, jehož vedlejší vrchol (526 m n. m.) nese název Na Sylince.
Krajina je zvlněná a členitá, s početnými lesíky a remízky. Tradici zde má myslivecká činnost.
Od Radětic k jihu teče Stržený potok (hranice katastrálního území je před vtokem do Strženého rybníka). Západně od vrchu Babylón teče k jihu k Líšnickému potoku Radětický potok. Celá soustava rybníků kolem Líšnického potoka leží již mimo území obce Radětice. Z východní části katastrálního území Radětice teče k východu k Dalskabátům Sylinský potok. V severní části katastrálního území pramení a protéká Stěžovský potok směrem na východ ke Stěžovu.

## Historie
Na vrchu Stráž byl nalezen starověký bronzový poklad o hmotnosti 7,5 kg. Na východní straně Siliny se nachází slovanské pohřebiště z 9. století, které bylo v letech 1953–1955 podrobeno archeologickému výzkumu s vynikajícími výsledky. Prostor byl prohlášen za archeologickou památku, později byla ochrana podle požadavku armády zrušena. První zmínku o vsi nalezneme v historických pramenech v roce 1298. Objekt čp. 1 je původní manský statek, později rozdělený na menší usedlosti. Na poli mezi Raděticemi a Palivem jsou prastaré opuštěné štoly, zřejmě na železnou rudu. V roce 1927 zde došlo k propadu, který byl zavezen 140 povozy zeminy. K dalšímu propadu, o velikosti 1x1 metr došlo v 80. letech 20. století. V červenci 2006 došlo k propadu o hloubce 9 metrů a průměru asi 5 metrů u osady Palivo.
Osada Palivo byla k Raděticím připojena roku 1953. Radětice byly připojeny k obci Milín, v roce 1990 se opět osamostatnily, zatímco sousední Stěžov i Buk součástí Milína zůstaly. Na návsi stojí obecní budova z roku 1953, zrekonstruovaná v letech 1984–1987. Sídlí zde obecní úřad, knihovna a hostinec a je zde kulturní a společenský sál. V roce 2008 odkoupila obec od družstva Jednota Příbram objekt prodejny na návsi, od obce i má pronajatu pan Podzimek, který zde prodává smíšené zboží. Na východní straně obce, v prostoru bývalé šachty Rudných dolů Příbram, je provozovna firmy INTOS Praha, která se zabývá výrobou plastových okenních rámů a dveří. Na polích hospodaří Zemědělsko-obchodní družstvo Milín, na západní straně vsi je kravín.

## Obecní správa

### Části obce
- Palivo (k. ú. Radětice)
- Radětice (k. ú. Radětice)

Sousedními obcemi sídla jsou Milín a Pečice.

### Územněsprávní začlenění
Dějiny územněsprávního začleňování zahrnují období od roku 1850 do současnosti. V chronologickém přehledu je uvedena územně administrativní příslušnost obce v roce, kdy ke změně došlo:
- 1850 země česká, kraj Praha, politický i soudní okres Příbram[5]
- 1855 země česká, kraj Praha, soudní okres Příbram
- 1868 země česká, politický i soudní okres Příbram
- 1939 země česká, Oberlandrat Tábor, politický i soudní okres Příbram[6]
- 1942 země česká, Oberlandrat Praha, politický i soudní okres Příbram[7]
- 1945 země česká, správní i soudní okres Příbram[8]
- 1949 Pražský kraj, okres Příbram[9]
- 1960 Středočeský kraj, okres Příbram
- někdy kolem 70. let byla ves připojena k obci Milín. Znovu se osamostatnila roku 1990.
- 2003 Středočeský kraj, okres Příbram, obec s rozšířenou působností Příbram

## Doprava

### Dopravní síť
Do obce vedou silnice III. třídy. Železniční trať ani stanice či zastávka na území obce nejsou.

### Autobusová doprava 2024
Autobusovou dopravu v obci Radětice zajišťuje společnost Arriva Střední Čechy. Obec je součástí Pražské integrované dopravy (PID). V obci se nachází zastávka Radětice a v Palivu zastávka Radětice,Palivo. Autobusová linka 500 propojuje Příbram s Milínem, Raděticemi, Jablonnou, Horními Hbity, Dolními Hbity, Solenicemi, Zduchovicemi, Kamýkem nad Vltavou, Řadovy, Krásnou Horou nad Vltavou a Petrovicemi.

## Turistika
Přes Radětice vede zeleně značená pěší turistická trasa č. 3064  ve směru U Buku – Palivo –Radětice – Pečice, na severní hranici území Radětic (rozcestí U Buku) vyúsťuje na červeně značenou trasu č. 0038  z Příbrami do Vestce. Oblast jižně až západně od Radětic (směrem k soustavě rybníků na Líšnickém potoce a k Milínu) je protkána sítí polních a lesních cest. Stará úvozová cesta propojující Radětice s Palivem severní stranou je neudržovaná a neprůchodná. Cyklotrasy na území Radětic vyznačeny nejsou.